# Gonomyia victorina
Gonomyia victorina là một loài ruồi trong họ Limoniidae. Chúng phân bố ở miền Australasia.